# Kommissionen for Videnskabelige Undersøgelser i Grønland
Kommissionen for Videnskabelige Undersøgelser i Grønland (KVUG) blev oprettet i 1878 for at styrke samarbejdet mellem Danmark og Grønland om forskning i relation til polarområdet. 
De afsatte midler var ikke store, og der rejste sig efterhånden en diskussion om, hvorvidt størrelsen af de administrative omkostninger stod i et rimeligt forhold til de uddelte bevillinger til forskningsprojekter. Dette førte i 2000 til en reorganisering, hvor kommissionen blev omdannet til et af Danmark og Grønland nedsat paritetisk rådgivende organ for den danske forskningsminister og det grønlandske landsstyremedlem for forskning i spørgsmål vedrørende dansk-grønlandsk forskningssamarbejde, med ansvar bl.a. for udarbejdelse af fælles dansk-grønlandske strategier inden for polarforskningen. 
Kommissionen blev nedlagt med udgangen af 2012 i forbindelse med omstruktureringer i forskningsrådssystemet, og det dansk-grønlandske samarbejde inden for polarforskning videreføres nu på anden vis.